# Park County (Montana)
Park County ist ein County im Bundesstaat Montana der Vereinigten Staaten. Der Sitz der Countyverwaltung (County Seat) befindet sich in Livingston.

## Demografische Daten

Alterspyramide des Park Countys (Stand: 2000)

Nach der Volkszählung im Jahr 2000 lebten im County 15.694 Menschen. Es gab 6.828 Haushalte und 4.219 Familien. Die Bevölkerungsdichte betrug 2 Einwohner pro Quadratkilometer. Ethnisch betrachtet setzte sich die Bevölkerung zusammen aus 96,65 % Weißen, 0,40 % Afroamerikanern, 0,92 % amerikanischen Ureinwohnern, 0,36 % Asiaten, 0,03 % Bewohnern aus dem pazifischen Inselraum und 0,47 % aus anderen ethnischen Gruppen; 1,17 % stammten von zwei oder mehr ethnischen Gruppen ab. 1,84 % der Bevölkerung waren spanischer oder lateinamerikanischer Abstammung.
Von den 6.828 Haushalten hatten 28,10 % Kinder und Jugendliche unter 18 Jahre, die bei ihnen lebten. 51,00 % waren verheiratete, zusammenlebende Paare, 7,30 % waren allein erziehende Mütter. 38,20 % waren keine Familien. 32,40 % waren Singlehaushalte und in 11,70 % lebten Menschen im Alter von 65 Jahren oder darüber. Die Durchschnittshaushaltsgröße betrug 2,27 und die durchschnittliche Familiengröße lag bei 2,88 Personen.
Auf das gesamte County bezogen setzte sich die Bevölkerung zusammen aus 23,50 % Einwohnern unter 18 Jahren, 6,50 % zwischen 18 und 24 Jahren, 27,90 % zwischen 25 und 44 Jahren, 27,10 % zwischen 45 und 64 Jahren und 14,90 % waren 65 Jahre alt oder darüber. Das Durchschnittsalter betrug 41 Jahre. Auf 100 weibliche Personen kamen 97,40 männliche Personen, auf 100 Frauen im Alter ab 18 Jahren kamen statistisch 96,10 Männer.
Das jährliche Durchschnittseinkommen eines Haushalts betrug 31.739 USD, das Durchschnittseinkommen der Familien betrug 40.561 USD. Männer hatten ein Durchschnittseinkommen von 28.215 USD, Frauen 19.973 USD. Das Prokopfeinkommen betrug 17.704 USD. 11,40 % der Bevölkerung und 7,20 % der Familien lebten unterhalb der Armutsgrenze. 13,10 % davon waren unter 18 Jahre und 10,10 % waren 65 Jahre oder älter.

## Geschichte
Ein Ort im County hat den Status einer National Historic Landmark, die Ranger-Station Northeast Entrance Station. 26 Bauwerke und Stätten des Countys sind im National Register of Historic Places eingetragen (Stand 8. Februar 2018).

## Orte im Park County
Citys
| - Livingston |

Towns
| - Clyde Park |

Census-designated places (CDP)
| - Cooke City-Silver Gate - Corwin Springs - Gardiner - Pray | - South Glastonbury - Springdale - Wilsall - Wineglass |

Unincorporated Communitys
| - Chico - Emigrant |

Ghost Towns
| - Aldridge - Jardine |